# Okres Revúca
Der Okres Revúca (deutsch Bezirk Großrauschenbach) ist eine Verwaltungseinheit in der Mittelslowakei mit 40.237 Einwohnern (2013) und einer Fläche von etwa 730 km².
Historisch gesehen liegt der Bezirk vollständig im ehemaligen Komitat Gemer und Kleinhont (siehe auch Liste der historischen Komitate Ungarns).

## Bevölkerung
| Jahr                | 1994   | 2004    | 2014    | 2024    |
| ------------------- | ------ | ------- | ------- | ------- |
| Anzahl der Personen | 40.982 | 40.699  | 40.205  | 37.676  |
| Unterschied         |        | −0,69 % | −1,21 % | −6,29 % |

| Jahr                | 2023   | 2024    |
| ------------------- | ------ | ------- |
| Anzahl der Personen | 37.816 | 37.676  |
| Unterschied         |        | −0,37 % |

## Städte
- Jelšava (Eltsch)
- Revúca (Großrauschenbach)
- Tornaľa

## Gemeinden
| - Držkovce - Gemer - Gemerská Ves - Gemerské Teplice - Gemerský Sad - Hrlica - Hucín - Chvalová - Chyžné - Kameňany - Leváre - Levkuška - Licince | - Lubeník - Magnezitovce - Mokrá Lúka (Nassewiese) - Muráň (Untermuran) - Muránska Dlhá Lúka (Langewiese) - Muránska Huta - Muránska Lehota - Muránska Zdychava - Nandraž - Otročok - Ploské - Polina - Prihradzany | - Rákoš - Rašice - Ratková - Ratkovské Bystré - Revúcka Lehota - Rybník (Reibnitz) - Sása (Sachsa) - Sirk - Skerešovo - Šivetice (Suwetitz) - Turčok - Višňové - Žiar |

Das Bezirksamt ist in Revúca, eine Zweigstelle in Tornaľa.

## Kultur
In dem Artikel Denkmalgeschützte Objekte im Okres Revúca findet man Informationen über die vom slowakischen Denkmalamt geschützten Objekte im Okres.